# Nuovo Pignone
Nuovo Pignone, anciennement Fonderia di ferro di seconda fusione, Fonderia del Pignone et Officine Meccaniche del Pignone, est une entreprise industrielle, et l'une des plus grandes de Florence, en Italie. Elle fabrique actuellement des compresseurs alternatifs, des turbines à gaz, des compresseurs centrifuges, des turbines à vapeur, , etc., destinés au transport d'hydrocarbures et de gaz. Elle est contrôlée par le groupe Baker Hughes.

## Histoire

### Fondation
Dans les années 1840, Pasquale Benini, entrepreneur de Lastra a Signa, percevant les premiers signes d'une crise dans l'industrie des chapeaux de paille causée par la concurrence chinoise, décide de diversifier ses activités en investissant dans l'industrie métallurgique. C'est ainsi qu'en 1842, avec Tommaso Michelagnoli et le magnano Giovanni Niccoli (qui sera toutefois liquidé après quelques mois), il fonde l'atelier dans le quartier du Pignone, juste à l'extérieur des anciens remparts et bien desservi par un petit port fluvial où accostaient principalement les bateaux provenant du port de Livourne. D'abord constituée comme fonderie de fonte, elle se tourna au début du XXe siècle vers l'activité mécanique avec la production de compresseurs alternatifs.
Les techniciens Friedrich Schenk et Giovanni Niccoli mènent des expériences en métallurgie et, dès les premières années, la fonderie se distingua par la production de mobilier urbain, y compris artistique, acquérant ainsi une bonne réputation. Outre les pièces moulées artistiques pour le bâtiment, l'entreprise produisait également des tuyaux en fonte.
En 1854, l'atelier mécanique annexe réalise, sous la direction de l'ingénieur Pietro Benini, le premier moteur à explosion selon le projet d'Eugenio Barsanti et Felice Matteucci, développant dans les années suivantes des prototypes à un et deux pistons adaptés à une utilisation fixe à la place des moteurs à vapeur. En 1874, l'entreprise devient une société anonyme et prend le nom de « Società Anonima Fonderia del Pignone » ; au cours de ces mêmes années, l'entreprise perfectionne ses procédés de fusion et renouvela ses équipements. Au cours de la dernière décennie du siècle, Pignone se lance dans la production lucrative d'équipements de réfrigération. 

### Développement

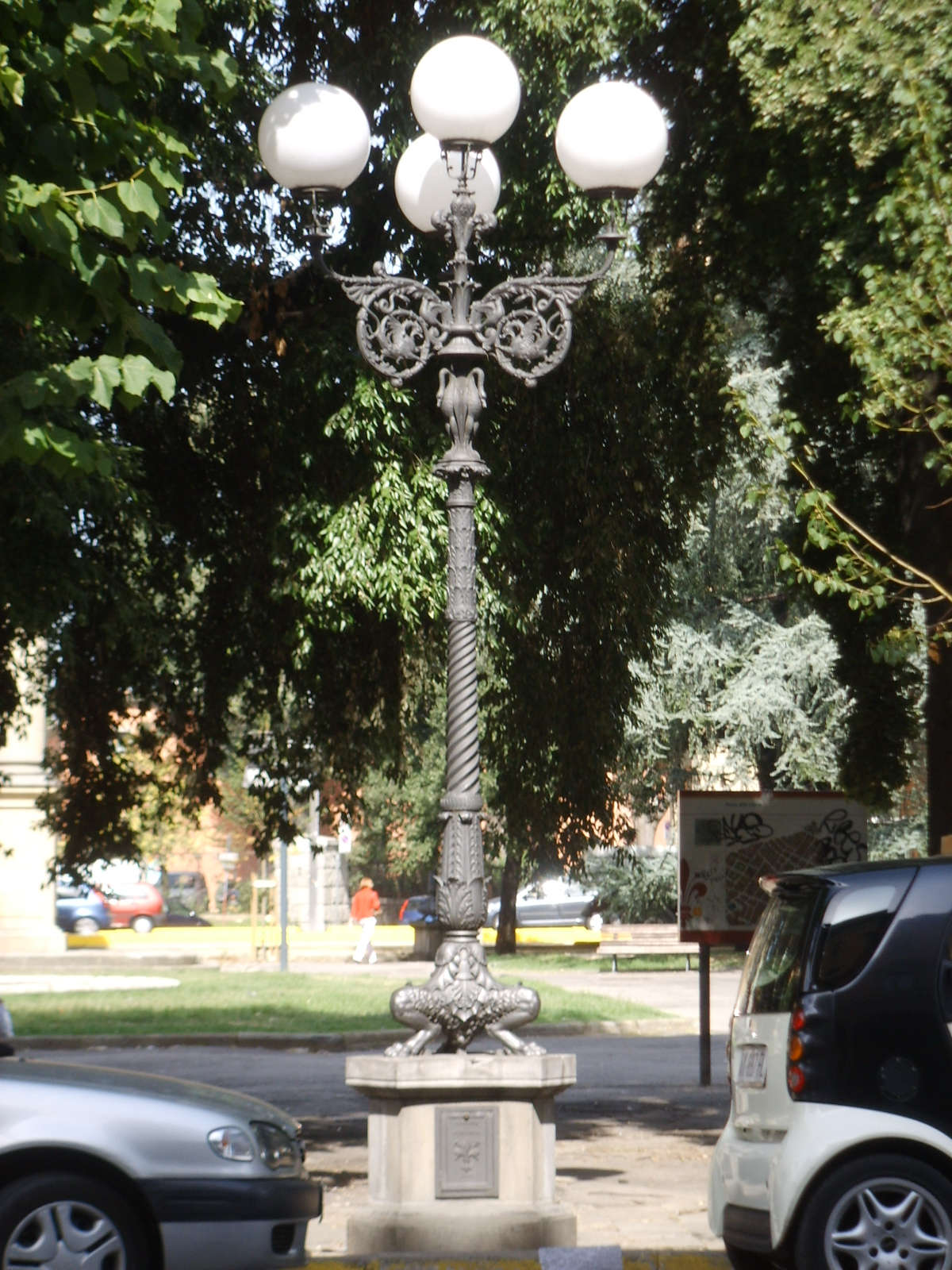
Lampadaire historique de Pignone sur la Piazza della Libertà à Florence.

L'usine ne cesse de se développer, employant des centaines d'ouvriers ; à la fin du XIXe siècle, elle se lance également dans la menuiserie et la production de compresseurs utilisés pour la synthèse de l'ammoniac.
Entre 1901 et 1902, les ouvriers remirent en question, pour la première fois dans le contexte florentin, leur loyauté et leur subordination à la direction. La première grève est proclamée en solidarité avec les grévistes du chantier naval Orlando de Livourne. En décembre 1901, les travailleurs mènent un conflit de 56 jours pour obtenir un autre système de rémunération et de rotation des équipes et, à l'été 1902, après le licenciement de 22 ouvriers, une grève d'entreprise a d'abord été proclamée, puis, le 31 août, une grève de toute la Chambre du travail de Florence. Les autorités réagirent en mobilisant des escadrons de cavalerie venus de l'extérieur pour occuper la ville.
La Première Guerre mondiale donne un grand élan au développement de l'entreprise, à tel point qu'en 1917, il est décidé de transférer l'usine dans la zone de Rifredic afin de pouvoir profiter des vastes espaces disponibles (jusqu'aux années 1970, elle reste pratiquement en pleine campagne). Pendant le conflit, des départements spéciaux furent créés pour les travaux effectués pour le compte de la marine militaire.

### Après-guerre et risque de fermeture
Pendant la Seconde Guerre mondiale, Pignone est impliqué dans la production de guerre, avec l'incorporation de la société Bassoli di Massa et la conversion de sa production au service des besoins de la guerre. Cette fois-ci, cependant, il est lourdement touché par les bombardements alliés, au point d'être presque entièrement détruit par les événements de la guerre. L'usine se mobilise pendant les grèves de mars 1944. Alors que les GAP incendient les sièges du syndicat fasciste, le 3 mars, de nombreuses usines florentines cessent le travail. À Pignone, les ouvriers résistent pendant trois jours, payant la grève par des arrestations et des déportations : quatre d'entre eux trouvent la mort dans le camp de concentration de Mauthausen. Une plaque à l'intérieur de l'usine commémore ces événements tragiques.
Après la Libération, les ouvriers réussirent à sauver quelques machines et un peu de matériel de la destruction et du pillage, afin de pouvoir reprendre la production dès que possible. Les dommages causés par la guerre, le manque de machines et les difficultés à reconvertir la production dans la période d'après-guerre mettent l'entreprise en grande difficulté au milieu des années 1940. En 1946, l'entreprise est rachetée par la SNIA dans le but de la reconvertir à la production de métiers à tisser, mais la production ne décolle jamais, notamment en raison de la concurrence internationale, à tel point qu'en 1953, sa fermeture est envisagée et la société mise en liquidation. L'hypothèse de la fermeture de Pignone, outre les aspects évidents liés à l'emploi, suscite une mobilisation populaire car, avec « Galileo », l'entreprise était considérée comme l'une des plus importantes de Florence, et la population la considérait désormais comme un élément fondamental de la ville. La fermeture prévue des installations suscite également un vif débat politique au Parlement.

### Rachat par l'ENI
« Nous avons commencé ensemble, la direction et les ouvriers, en partant presque de zéro et en surmontant des difficultés considérables. Mais il régnait entre nous une atmosphère de confiance mutuelle, nous étions conscients de nous être lancés dans une entreprise commune qui ne pouvait que progresser avec assurance et qui ne pouvait qu'aboutir au succès. »

— Enrico Mattei, discours prononcé à Nuovo Pignone le 9 mars 1957
Le 23 janvier 1954, l'ENI rachète donc la société, qui avait cessé ses activités depuis quelques mois, et la rebaptise Nuovo Pignone - Industrie Meccaniche e Fonderia Spa. L'intuition de Mattei conduit à renouveler les structures, en orientant la production principalement vers les machines et les équipements pour l'industrie pétrolière, pétrochimique, de raffinage et du gaz naturel. Après les premières livraisons aux entreprises du groupe ENI, la société commence à obtenir d'importantes commandes de clients tiers, en plus de satisfaire l'ensemble des besoins du groupe ENI. Les 1 100 ouvriers embauchés parmi les anciens employés de l'ancienne société sont recyclés pour faire face aux nouveaux travaux.
Aux usines de Florence et Massa, rachetées par Pignone, s'ajoutent celles de Talamona (SO) en 1957, de Vibo Valentia (VV) en 1962, de Porto Recanati (MC) en 1963, Schio (VI) en 1968, et Bari et Rome en 1972. En 1964, l'entreprise compte environ 4 000 employés.
Dans les années 1960, l'entreprise crée également les sociétés Pignone Sud et Fucine Meridionali, détenues à 50 %. . À cette époque, l'usine de Talamona lance également la production de pompes à essence, dont certaines sous licence de la société allemande Schwelm, qui sont redessinées par des designers de renom tels que Marcello Nizzoli, Gian Mario Olivieri et Alberto Rosselli.

## Privatisation
Alors que les travailleurs occupaient l'usine de Florence, GE présente un plan industriel qui leur réservait, ainsi qu'aux dirigeants de Nuovo Pignone, une part minimale de 5 % du capital social, laissant sur le marché 10 % des actions en circulation. Un pool de banques nationales italiennes était également en négociation avec quatre géants étrangers de l'énergie intéressés par l'achat de Nuovo Pignone : Gec-Alshtom, Abb-Atlas, Dress-Ingersoll Rand et General Electric.
Par la suite, Nuovo Pignone devient le chef de file de la division Oil and Gas de GE Energy (cas unique pour General Electric de chef de file non basé aux États-Unis) ; multiplie son chiffre d'affaires par environ 8, et détient une part importante du marché mondial des turbines à gaz et à vapeur, des compresseurs centrifuges et alternatifs, ainsi que d'autres équipements liés au transport et à l'utilisation du pétrole et du gaz, opérant avec succès tant dans la conception et la construction de machines que dans la maintenance d'installations.
Le secteur de la production de pompes à carburant est racheté en 2004 par la société américaine Wayne Fueling Systems.

### Cession à Baker Hughes
En 2017, GE envisage de céder sa participation dans Baker Hughes General Electric. Le 4 juillet 2019, une nouvelle ligne de production est inaugurée à l'usine Baker Hughes GE de Talamona. En 2019, General Electric cède une partie de ses parts au groupe Baker Hughes, passant sous la barre des 50 %,.
En 2020, le nouveau propriétaire investit 30 millions d'euros pour agrandir et relancer l'entreprise.